# Флаг Нелидовского городского округа
Флаг муниципального образования «Нели́довский район» Тверской области Российской Федерации — опознавательно-правовой знак, являющийся символом статуса и самоуправления района.
Первоначально данный флаг был утверждён 6 мая 1999 года флагом муниципального образования «Нелидовский район» и внесён в Государственный геральдический регистр Российской Федерации с присвоением регистрационного номера 488.
Законом Тверской области от 7 апреля 2018 года № 27-ЗО, 20 апреля 2018 года все муниципальные образования Нелидовского района были преобразованы, путём их объединения, в Нелидовский городской округ.
Решением Нелидовской городской Думы от 24 декабря 2018 года № 67−1 было разрешено использовать флаг муниципального образования «Нелидовский район» флагом Нелидовского городского округа.

## Описание
Прямоугольное полотнище с отношением ширины к длине 2:3 с изображением на полотнище композиции гербового щита.
Описание герба гласит: «В зелёном поле серебряная ель, вырастающая из чёрной, тонко окаймлённой серебром оконечности, на которой две серебряные кирки накрест, остриями поверх каймы и обухами книзу».

## Символика
Фигуры флага аллегорически показывают географические и социально-экономические особенности района.
Ель в зелёном поле — символ лесной зоны и деревообрабатывающей промышленности.
Две серебряные кирки символизируют традицию строительства шахт, освоение и добычу каменного угля.